# Condyloderes storchi
Condyloderes storchi ist eine im Sandlückensystem des Meeresbodens lebende Tierart mit einer Länge von etwa einem Millimeter aus der Gruppe der Hakenrüssler (Kinorhyncha). Der Organismus besteht aus rund 1000 Zellen und lebt im Substrat des Südatlantiks. Das Tier ernährt sich vor allem von Kieselalgen, die es im Sediment aufspürt und erbeutet.
Condyloderes storchi ist benannt nach Volker Storch vom zoologischen Institut der Universität Heidelberg. Das Tier wurde im Jahr 2004 entdeckt.

## Besonderheiten
Condyloderes storchi wurde gemeinsam mit fünf weiteren Hakenrüsslern im Mageninhalt der Argentinischen Rotgarnele (Pleoticus mulleri (Bate, 1888)) an der Küste Argentiniens vor Patagonien gefunden. Dabei handelte es sich neben C. storchi um Vertreter zweier weiterer neuer Arten, Pycnophyes argentinensis und Pycnophyes neuhausi, sowie Tiere der bereits bekannten Art Kinorhynchus anomalus Lang, 1953, die allerdings bislang nur von der Küste Chiles bekannt war.